# جوليس بلدسو
جوليس بلدسو (بالإنجليزية: Jules Bledsoe)‏ هو مغني ومغني أوبرا أمريكي، ولد في 1897 في واكو في الولايات المتحدة، وتوفي في 14 يوليو 1943 في هوليوود في الولايات المتحدة بسبب سكتة.

## وصلات خارجية
- جوليس بلدسو على موقع IMDb (الإنجليزية)
- جوليس بلدسو على موقع قاعدة بيانات برودواي على الإنترنت (الإنجليزية)
- جوليس بلدسو على موقع قاعدة بيانات برودواي على الإنترنت (الإنجليزية)
- جوليس بلدسو على موقع قاعدة بيانات الفيلم (الإنجليزية)